# International Superhits!
International Superhits! är ett samlingsalbum från Green Day. Det släpptes 26 november 2001. Den nådde plats 40 på Billboard och sålde guld i USA. Många trodde då att detta var slutet för Green Day.

## Låtlista
1. Maria
2. Poprocks & Coke
3. Longview
4. Welcome to Paradise
5. Basket Case
6. When I Come Around
7. She
8. J.A.R. (Jason Andrew Relva)
9. Geek Stink Breath
10. Brain Stew
11. Jaded
12. Walking Contradiction
13. Stuck With Me
14. Hitchin' a Ride
15. Good Riddance (Time of Your Life)
16. Redundant
17. Nice Guys Finish Last
18. Minority
19. Warning
20. Waiting
21. Macy's Day Parade